# 诺盖拉-达雷热多拉
诺盖拉-达雷热多拉是葡萄牙阿威罗区的一个堂区。总面积4.87平方公里，总人口4998人，人口密度1026.3人/平方公里。